# Temporada do Sport Club Corinthians Paulista de 2023
O Sport Club Corinthians Paulista, em 2023 disputou o Campeonato Paulista, a Copa do Brasil, o Campeonato Brasileiro, a Copa Libertadores e a Copa Sul-Americana. Foi a a 114ª temporada do clube no futebol masculino e o terceiro e último ano da presidência de Duílio Monteiro Alves. Em novembro, os sócios do clube elegeram o empresário Augusto Melo presidir o Corinthians no período entre 2024 a 2026.
A estreia do clube foi na partida válida pela primeira rodada da fase de grupos do Campeonato Paulista, contra o Red Bull Bragantino, na derrota por 1 a 0 no Estádio Nabi Abi Chedid. Até o final da temporada o clube marcou 90 gols e sofreu outros 81 em 73 partidas, consistindo de 28 vitórias, 22 empates e 23 derrotas. O artilheiro da temporada foi o atacante Róger Guedes, com 21 gols, seguido de Yuri Alberto, que marcou 15 vezes para o Corinthians. Disciplinarmente, a equipe do clube foi advertida com cartões amarelos 92 vezes e teve os seus atletas expulsos por cartões vermelhos três vezes.
O Corinthians terminou a temporada sendo eliminado nas quartas-de-final do Campeonato Paulista, em décimo terceiro lugar no Campeonato Brasileiro, sendo eliminado nas semifinais nas Copas do Brasil e Sul-Americana e na fase de grupos da Copa Libertadores.

## Uniforme
Fornecedor
- Nike

Patrocinadores
| - Neo Química - Banco BMG - AleSat Combustíveis - PixBet - Spani Atacadista | - Tele-Sena - UniCesumar - Lukma - Cartão de Todos |

| Cores do Time · Cores do Time · Cores do Time · Cores do Time · Cores do Time | Cores do Time · Cores do Time · Cores do Time · Cores do Time · Cores do Time | Cores do Time · Cores do Time · Cores do Time · Cores do Time · Cores do Time | Cores do Time · Cores do Time · Cores do Time · Cores do Time · Cores do Time |
| Uniforme titular                                                              | Uniforme alternativo                                                          | Uniforme alternativo                                                          | Uniforme alternativo                                                          |

### Uniformes anteriores
| Cores do Time · Cores do Time · Cores do Time · Cores do Time · Cores do Time | Cores do Time · Cores do Time · Cores do Time · Cores do Time · Cores do Time | Cores do Time · Cores do Time · Cores do Time · Cores do Time · Cores do Time |
| Uniforme titular (até abril)                                                  | Uniforme alternativo (até abril)                                              | Uniforme alternativo (até setembro)                                           |

## Mudanças de técnicos
O clube começou o ano comandado pelo então analista de desempenho Fernando Lázaro, efetivado como técnico após a saída, no ano anterior, de Vítor Pereira, que deixou o clube para comandar o Flamengo. Após uma série de resultados ruins, no entanto, Lázaro deixou de ser técnico do clube e retornou à comissão técnica permanente do departamento de futebol, sendo substituído por Cuca, que, após protestos advindos da torcida em razão de uma condenação por estupro, pediu demissão poucos dias depois de ter sido anunciado, sendo substituído por Vanderlei Luxemburgo. Após uma série de resultados ruins, no entanto, que deixaram o Corinthians próximo da zona de rebaixamento no Campeonato Brasileiro, e de um empate contra o Fortaleza nas semifinais da Copa Sul-Americana, o técnico foi demitido e substituído por Mano Menezes, que comandou o clube até o final da temporada.
| Técnico              | Clube Anterior            | Período                | Período                | Transferiu-se para | Ref.        |
| Técnico              | Clube Anterior            | Admissão               | Demissão               | Transferiu-se para | Ref.        |
| -------------------- | ------------------------- | ---------------------- | ---------------------- | ------------------ | ----------- |
| Fernando Lázaro      | Analista de desempenho    | 20 de novembro de 2022 | 20 de abril de 2023    | Nenhum             |             |
| Fernando Lázaro      | Analista de desempenho    | (5 meses)              |                        | Nenhum             |             |
| Cuca                 | Nenhum (livre no mercado) | 20 de abril de 2023    | 27 de abril de 2023    | Nenhum             | [ 5 ] [ 6 ] |
| Cuca                 | Nenhum (livre no mercado) | (7 dias)               |                        | Nenhum             | [ 5 ] [ 6 ] |
| Danilo (interino)    | Corinthians sub-20        | 27 de abril de 2023    | 1 de maio de 2023      | Corinthians sub-20 | [ 9 ]       |
| Danilo (interino)    | Corinthians sub-20        | (4 dias)               |                        | Corinthians sub-20 | [ 9 ]       |
| Vanderlei Luxemburgo | Nenhum (livre no mercado) | 1 de maio de 2023      | 27 de setembro de 2023 | Nenhum             | [ 7 ] [ 8 ] |
| Vanderlei Luxemburgo | Nenhum (livre no mercado) | (4 meses e 26 dias)    |                        | Nenhum             | [ 7 ] [ 8 ] |
| Mano Menezes         | Nenhum (livre no mercado) | 28 de setembro de 2023 | 5 de fevereiro de 2024 | Nenhum             |             |
| Mano Menezes         | Nenhum (livre no mercado) | (4 meses e 8 dias)     |                        | Nenhum             |             |

## Elenco da temporada

### Entradas
| #  | Posição: | Jogador         | Clube de Origem   | Custo                                 | Data                   | Equipe    | Fonte  |
| -- | -------- | --------------- | ----------------- | ------------------------------------- | ---------------------- | --------- | ------ |
| 11 | A        | Angel Romero    | Cruz Azul         | Transferência Livre (Fim do contrato) | 15 de dezembro de 2022 | Principal | [ 10 ] |
| 21 | LE       | Matheus Bidu    | Guarani           | Desconhecido                          | 28 de dezembro de 2022 | Principal | [ 11 ] |
| 9  | A        | Yuri Alberto    | Zenit             | Troca                                 | 10 de janeiro de 2023  | Principal | [ 12 ] |
|    | G        | Ivan            | Zenit             | Empréstimo cancelado                  | 10 de janeiro de 2023  | Principal | [ 12 ] |
|    | A        | Rodrigo Varanda | Akritas Chlorakas | Empréstimo cancelado                  | 12 de janeiro de 2023  | Principal |        |

#### Empréstimos (Entrada)
| # | Posição: | Jogador | Clube de Origem  | Custo                | Data                   | Equipe    | Fonte  |
| - | -------- | ------- | ---------------- | -------------------- | ---------------------- | --------- | ------ |
| 7 | V        | Maycon  | Shakhtar Donetsk | 4 de janeiro de 2023 | 31 de dezembro de 2023 | Principal | [ 13 ] |

### Saídas
| #  | Posição | Jogador           | Transferido para       | Custo                                     | Data                    | Equipe    | Fonte  |
| -- | ------- | ----------------- | ---------------------- | ----------------------------------------- | ----------------------- | --------- | ------ |
| 21 | M       | Mateus Vital      | Cruzeiro               | Transferência Livre (Fim do contrato)     | 14 de dezembro de 2022  | Principal | [ 14 ] |
| 17 | M       | Ramiro            | Cruzeiro               | Transferência Livre (Fim do contrato)     | 15 de dezembro 2022     | Principal | [ 15 ] |
|    | LD      | Danilo Avelar     | América Mineiro        | Transferência Livre (Fim do contrato)     | 22 de dezembro de 2022  | Principal | [ 16 ] |
| 6  | LE      | Lucas Piton       | Vasco da Gama          | €3,000,000 (~R$16,600,000)                | 28 de dezembro de 2022  | Principal | [ 17 ] |
|    | MF      | Fessin            | Busan IPark            | Transferência Livre (Fim do contrato)     | 1 de janeiro de 2023    | Principal |        |
|    | Z       | Igor Morais       | Cianorte               | Transferência Livre (Fim do contrato)     | 1 de janeiro de 2023    | Principal | [ 18 ] |
|    | A       | Matheus Matias    | Livre                  | Transferência Livre (Fim do contrato)     | 1 de janeiro de 2023    | Principal | [ 19 ] |
|    | M       | Thiaguinho        | Água Santa             | Transferência Livre (Fim do contrato)     | 1 de janeiro de 2023    | Principal |        |
|    | M       | Keven             | Almería                | Transferência Livre (Fim do contrato)     | 1 de janeiro de 2023    | Base      |        |
|    | Z       | Lucas Belezi      | Livre                  | Transferência Livre (Fim do contrato)     | 1 de janeiro de 2023    | Base      |        |
|    | A       | Janderson         | Ceará                  | Transferência Livre (Contrato rescindido) | 4 de janeiro de 2023    | Principal | [ 20 ] |
|    | Z       | Matheus Alexandre | Cuiabá                 | Transferência Livre (Contrato rescindido) | 6 de janeiro de 2023    | Principal | [ 21 ] |
| 30 | Z       | Robert Renan      | Zenit                  | Troca                                     | 10 de janeiro de 2023   | Principal | [ 12 ] |
| 37 | V       | Du Queiroz        | Zenit Saint Petersburg | Troca                                     | 10 de janeiro de 2023   | Principal | [ 12 ] |
|    | A       | Matheus Davó      | Cruzeiro               | R$3,500,000                               | 11 de janeiro de 2023   | Principal | [ 22 ] |
|    | M       | Riquelme          | DAC Dunajská Streda    | Transferência Livre (Contrato rescindido) | 25 de janeiro de 2023   | Base      |        |
|    | Z       | Alemão            | Portimonense           | Transferência Livre (Contrato rescindido) | 31 de janeiro de 2023   | Base      |        |
| 39 | V       | Xavier            | Livre                  | Fim de contrato                           | 1 de fevereiro de 2023  | Principal | [ 23 ] |
|    | A       | Mindinho          | Dnipro-1               | Transferência Livre (Contrato rescindido) | 13 de fevereiro de 2023 | Base      |        |

#### Empréstimo (Saídas)
| #  | Posição | Jogadores       | Transferido para | Data                    | Término do Emprestimo                                      | Equipe    | Fonte  |
| -- | ------- | --------------- | ---------------- | ----------------------- | ---------------------------------------------------------- | --------- | ------ |
|    | A       | Jonathan Cafú   | Cuiabá           | 12 de dezembro de 2022  | 31 de dezembro de 2023                                     | Principal | [ 24 ] |
|    | M       | Luis Mandaca    | Juventude        | 14 de dezembro de 2022  | 31 de dezembro de 2023                                     | Principal |        |
| 44 | G       | Alan Gobetti    | Inter de Limeira | 20 de dezembro de 2022  | 31 de maio de 2023                                         | Principal | [ 25 ] |
|    | Z       | Alan Ferreira   | Oeste            | 27 de dezembro de 2022  | 31 de julho de 2023 (cancelado em 16 de janeiro de 2023)   | Principal |        |
|    | Z       | Gabriel Araújo  | Bangu            | 27 de dezembro de 2022  | 30 de abril de 2023                                        | Principal |        |
|    | Z       | Kevin Emmel     | Novo Hamburgo    | 27 de dezembro de 2022  | 30 de abril de 2023                                        | Principal |        |
|    | A       | Nathan          | Nova Iguaçu      | 27 de dezembro de 2022  | 30 de abril de 2023 (cancelado em 26 de fevereiro de 2023) | Principal | [ 26 ] |
|    | Z       | Léo Santos      | Ferroviária      | 28 de dezembro de 2022  | 30 de abril de 2023                                        | Principal | [ 27 ] |
|    | A       | Eduardo Tanque  | Camboriú         | 3 de janeiro de 2023    | 30 de abril de 2023                                        | Principal |        |
| 34 | Z       | Raul Gustavo    | Bahia            | 4 de janeiro de 2023    | 31 de dezembro de 2023                                     | Principal | [ 28 ] |
|    | V       | Matheus Jesus   | Ponte Preta      | 5 de janeiro de 2023    | 31 de dezembro de 2023                                     | Principal | [ 29 ] |
|    | Z       | Reginaldo       | Primavera        | 8 de janeiro de 2023    | 8 de abril de 2023                                         | Principal | [ 30 ] |
|    | G       | Ivan            | Vasco da Gama    | 12 de janeiro de 2023   | 31 de dezembro de 2023                                     | Principal | [ 31 ] |
|    | Z       | Alan Ferreira   | América de Natal | 16 de janeiro de 2023   | 31 de julho de 2023                                        | Principal |        |
|    | A       | Everaldo        | América Mineiro  | 14 de fevereiro de 2023 | 30 de junho de 2023                                        | Principal | [ 32 ] |
|    | A       | Rodrigo Varanda | América Mineiro  | 7 de março de 2023      | 31 de janeiro de 2024                                      | Principal | [ 33 ] |